# Condado de Plymouth (Iowa)
El condado de Plymouth (en inglés: Plymouth County, Iowa), fundado en 1851, es uno de los 99 condados del estado estadounidense de Iowa. En el año 2000 tenía una población de 24 849 habitantes con una densidad poblacional de 76 personas por km². La sede del condado es Le Mars.

## Geografía
Según la Oficina del Censo, el condado tiene un área total de 2238 km² (864,1 mi²), de la cual 2238 km² (864,1 mi²) es tierra y 0 km² (0 mi²) es agua.

### Condados adyacentes
- Condado de Sioux norte
- Condado de Cherokee este
- Condado de Woodbury sur
- Condado de Union oeste

## Demografía
En el 2000 la renta per cápita promedia del condado era de $41 638, y el ingreso promedio para una familia era de $50 009. El ingreso per cápita para el condado era de $19 442. En 2000 los hombres tenían un ingreso per cápita de $33 566 contra $22 558 para las mujeres. Alrededor del 6.00% de la población estaba bajo el umbral de pobreza nacional.
| 1900   | 1910   | 1920   | 1930   | 1940   | 1950   | 1960   | 1970   | 1980   | 1990   | 2000   |
| ------ | ------ | ------ | ------ | ------ | ------ | ------ | ------ | ------ | ------ | ------ |
| 22 209 | 23 129 | 23 584 | 24 159 | 23 502 | 23 252 | 23 906 | 24 312 | 24 743 | 23 388 | 24 849 |

## Lugares

### Ciudades
- Akron
- Brunsville
- Craig
- Hinton
- Kingsley
- Le Mars
- Merrill
- Oyens
- Remsen
- Sioux City
- Struble
- Westfield

### Principales carreteras
- U.S. Highway 75
- Carretera de Iowa 3
- Carretera de Iowa 12
- Carretera de Iowa 60
- Carretera de Iowa 140